# Nikolaï Bobyr
Nikolaï Bobyr (en russe : Николай Павлович Бобырь) est un général et explorateur russe.

## Biographie
De mai à octobre 1887, il dirige l'expédition Saïan dans les monts Saïan pour explorer et topographier la région frontalière de la province d'Irkoutsk. 
Il commande l'armée russe lors du Siège de Novogeorgievsk lors de la Première Guerre mondiale.

## Décorations
- Ordre de Saint-Vladimir, IIe classe
- Ordre de Saint Alexandre Nevski
- Ordre de l'aigle blanc
- Ordre de Sainte-Anne, Ire classe
- Ordre de Saint-Stanislas, Ire classe